# Болезнь Помпе
Боле́знь По́мпе (генерализо́ванный гликогено́з, гликогеноз II типа) — редкое, наследственное заболевание с аутосомно-рецессивным механизмом, наследования,, связанное с повреждением мышечных, и нервных клеток по всему организму. Клиническая картина данной патологии, обусловлена накоплением гликогена, в лизосомах, вызванным недостаточностью лизосомного фермента — кислой α-1,4-глюкозидазы. Различают быстро прогрессирующую (классическую) и медленно прогрессирующую формы болезни Помпе. Несмотря на широкий спектр клинических проявлений, гликогеноза II типа, в основе всех форм болезни лежит, дефицит одного фермента, кодируемого геном GAA.

## Историческая справка
Данное заболевание было впервые описано в 1932 году голландским патологом И. К. Помпе. В 1963 году бельгийский биохимик Анри Эрс обнаружил у пациентов с этой болезнью недостаточность лизосомного фермента α-глюкозидазы. Болезнь Помпе является первым наследственным заболеванием, идентифицированым как лизосомная болезнь накопления, которых сейчас описано около 50.

## Эпидемиология
Распространённость болезни Помпе (гликогеноза II-го типа, англ. GSD II) составляет примерно 1 случай на 140 000 (классическая инфантильная форма) и 1 на 60 000 взрослого населения (болезнь Помпе с поздним началом). Заболевание встречается практически во всех этнических группах населения.

## Наследование

Аутосомно-рецессивный механизм наследования болезни Помпе: оба родителя являются носителями дефектного гена (помечен красным кружочком). По законам Менделя вероятность рождения больного ребёнка составляет 25 %.

Заболевание наследуется по аутосомно-рецессивному типу и, таким образом, с одинаковой частотой встречается как у мужчин, так и у женщин.
Ген GAA, мутации в котором вызывают данное заболевание, локализован на аутосоме (хромосоме 17). Заболевание клинически манифестирует только в случае, когда обе аутосомы, полученные по одной от отца и матери, являются дефектными по данному гену. Как и во всех случаях аутосомно-рецессивного наследования, если оба родителя несут дефектный ген, то вероятность наследования болезни у потомства составляет 1 из 4. На схеме синим цветом обозначены здоровые, фиолетовым — носители дефектного гена, красным — болезнь Помпе (два дефектных гена одной аллели 17q25.2-3). Синим кружочком помечен нормальный ген, красным — дефектный.

## Патогенез
Генетический дефект локуса 17q25.2-3 хромосомы (ген GAA) ведёт к дефициту кислой α-1,4-глюкозидазы (мальтазы) — одного из ферментов лизосом. В свою очередь дефект этого фермента вызывает прогрессирующее накопление гликогена, которое со временем может стать причиной необратимого поражения мышц и стать причиной смертельного исхода.

## Диагностика
Диагноз данной редкой наследственной патологии верифицируется на основании лабораторного исследования степени активности фермента — кислой α-1,4-глюкозидазы (мальтазы) в крови (метод «сухого пятна») или тканях организма (кожных фибробластах, мышечной ткани, лейкоцитах).
Заболевание в встречается в различных клинических формах:
- классическая (инфантильная) форма болезни Помпе и
- болезнь Помпе с поздним началом (в детском, подростковом возрасте и у взрослых).

### Этапы диагностического поиска
Классическая (инфантильная) форма:
1. этап: выявление группы риска.
  - основные клинические проявления:
    - выраженная мышечная гипотония (синдром «вялого ребёнка»);
    - задержка моторного развития;
    - частые инфекционные заболевания верхних дыхательных путей (ОРЗ);
    - наличие признаков дыхательной недостаточности;
    - расстройства дыхания во сне;
    - кардиомегалия в сочетании с кардиомиопатией;
    - сердечная недостаточность;
    - макроглоссия;
    - гепатомегалия;
    - спленомегалия;
    - гипотрофия

  - лабораторная диагностика: повышение уровня креатинфосфокиназы, лактатдегидрогеназы, АлАТ, АсАТ в сыворотке крови.
  - инструментальные методы диагностики:
    - поиск наличия признаков поражения миокарда и/или сердечного ритма;
    - ЭКГ;
    - ЭхоКГ;
    - МРТ;
    - рентгенография органов грудной полости
2. этап: специфическая диагностика.
  - диагностика: для всех пациентов группы риска болезни Помпе — биохимический анализ активности кислой мальтазы в крови методом сухих пятен
  - верификация: повторное измерение уровня активности кислой мальтазы в крови альтернативным методом (например, определение активности этого фермента в лейкоцитах периферической крови)
3. этап: дополнительные методы диагностики.
  - при наличии типичной клинической картины на фоне «нормальной» активности кислой мальтазы в крови показано проведение ДНК-диагностики дефектного гена (GAA).
  - морфологический анализ мышечной ткани (биопсия) позволяет выявить специфические изменения, однако их отсутствие не исключает наличия болезни Помпе.

Диагностический алгоритм болезни Помпе с поздним началом:
1. этап: выявление группы риска.
  - основные клинические проявления:
    - прогрессирующая мышечная слабость тазового и плечевого пояса (на начальных стадиях болезни преобладает слабость в ногах);
    - затруднение при ходьбе, подъёме по лестнице, вставании из положения сидя;
    - боли в мышцах;
    - дыхательная недостаточность;
    - ортопноэ;
    - частые инфекционные заболевания дыхательных путей;
    - дневная сонливость;
    - головная боль по утрам;
    - ночная гиповентиляция лёгких;
    - снижение массы тела у детей и подростков;
    - гипотрофия

  - лабораторная диагностика: повышение уровня креатинфосфокиназы, лактатдегидрогеназы, АлАТ, АсАТ в сыворотке крови.
  - инструментальные методы диагностики:
    - выявление миопатического паттерна в ходе проведения миографии скелетных мышц конечностей;
    - выявление расстройств дыхания во время сна (эпизоды апноэ и снижение степени оксигенации крови) в ходе проведения полисомнографии;
    - выявление значительной разницы результатов измерения форсированной жизненной ёмкости лёгких (ФЖЕЛ) в положении лежа и сидя более, чем на 10 % от исходной величины ФЖЕЛ — ранний признак специфического поражения диафрагмы при болезни Помпе.
2. этап: специфическая диагностика.
  - диагностика: для всех пациентов группы риска болезни Помпе — биохимический анализ активности кислой мальтазы в крови методом сухих пятен
  - верификация: повторное измерение уровня активности кислой мальтазы в крови альтернативным методом (например, определение активности этого фермента в лейкоцитах периферической крови)
3. этап: дополнительные методы диагностики.
  - при наличии типичной клинической картины на фоне «нормальной» активности кислой мальтазы в крови показано проведение ДНК-диагностики дефектного гена (GAA).
  - морфологический анализ мышечной ткани (биопсия) позволяет выявить специфические изменения, однако их отсутствие не исключает наличия болезни Помпе.

## Клиническая картина
Накопление гликогена ведёт к развитию прогрессирующей мышечной слабости (миопатии). В патологический процесс вовлекаются различные органы и ткани макроорганизма: сердце, скелетные мышцы, печень и нервная система.
Встречаются исключения, однако уровень активности кислой α-1,4-глюкозидазы определяет форму гликогеноза II типа (англ. GSD II). В зависимости от возраста, в котором начинают проявляться клинические симптомы, выделяют две формы заболевания: классическую (или инфантильную) и болезнь Помпе с поздним началом — симптомы появляются позже и прогрессируют медленнее.

### Классическая (инфантильная) форма
Начало клинических проявлений классической формы болезни, как правило, диагностируется в возрасте 4—8 месяцев. Обращает внимание задержка моторного развития ребёнка грудного возраста. При этом внешне мышцы ребёнка выглядят нормально, однако они вялые и слабые: ребёнок плохо держит голову, практически не переворачивается со спины на живот и обратно. По мере прогрессирования заболевания утолщается сердечная мышца и снижается её сократительная способность. Без лечения смерть обычно наступает в результате сердечной недостаточности и слабости дыхательных мышц.

### Болезнь Помпе с поздним началом
Развитие клинической картины формы гликогеноза II-го типа с поздним началом происходит позже (в возрасте 1—2 лет), прогрессирует медленнее классической (инфантильной) формы. Одним из первых симптомов является прогрессирующее снижение силы мышц. Оно начинается с ног и распространяется на мышцы туловища и рук, в том числе диафрагму и другие мышцы, участвующие в акте дыхания. Наиболее распространённой причиной смерти является дыхательная недостаточность. В некоторых случаях отмечается увеличение размеров сердечной мышцы и наблюдаются нарушения сердечного ритма, однако это не относится к постоянным признакам данного заболевания.

## Дифференциальная диагностика
Диагноз устанавливается с задержкой, поскольку признаки и симптомы заболевания весьма похожи на проявления других болезней. Тем не менее, ранняя диагностика и специфическое лечение крайне необходимы для улучшения состояния пациента.
Дифференциальная диагностика гликогеноза II-го типа проводится:
- с другими лизосомными болезнями накопления: синдром Данона;
- с другими гликогенозами;
- с другими заболеваниями: полиомиозит, мышечная дистрофия Беккера — Дюшена, идиопатическая гипертрофическая кардиомиопатия, конечностно-поясная мышечная дистрофия.

## Лечение
Существующие на сегодняшний день лечебные стратегии могут улучшить качество жизни пациентов с гликогенозом II-го типа, однако они не способны изменить течение болезни. Раннее начало терапии чрезвычайно важно для достижения наибольшего эффекта.
Единственный вариант специфического лечения заболевания — терапевтическое замещение повреждённого либо отсутствующего фермента фармацевтическим препаратом «Майозайм» (алглюкозидаза альфа, rhGAA). Данный препарат разработан компанией «Genzyme Corp.» и успешно прошёл клинические испытания, в которых участвовало 39 больных в возрасте от 1 месяца до 3.5 лет. В 2006 году он был одобрен FDA для лечения пациентов с инфантильной формой болезни в США. Препарат «Майозайм» относится к одним из самых дорогих лекарств в мире, и годовой курс обходится от 100 до 300 тысяч долларов США в зависимости от возраста и веса пациента. C 2013 года препарат зарегистрирован в РФ.
Другие препараты: ципаглюкозидаза альфа, авалглюкозидаза альфа.

## Прогноз
Прогноз данного редкого генетически детерминированного заболевания варьирует в зависимости от времени наступления и степени выраженности клинических симптомов. Без своевременного специфического лечения эта генетическая патология, особенно среди младенцев и маленьких детей, часто заканчивается летально.